# Ель-Ніньйо

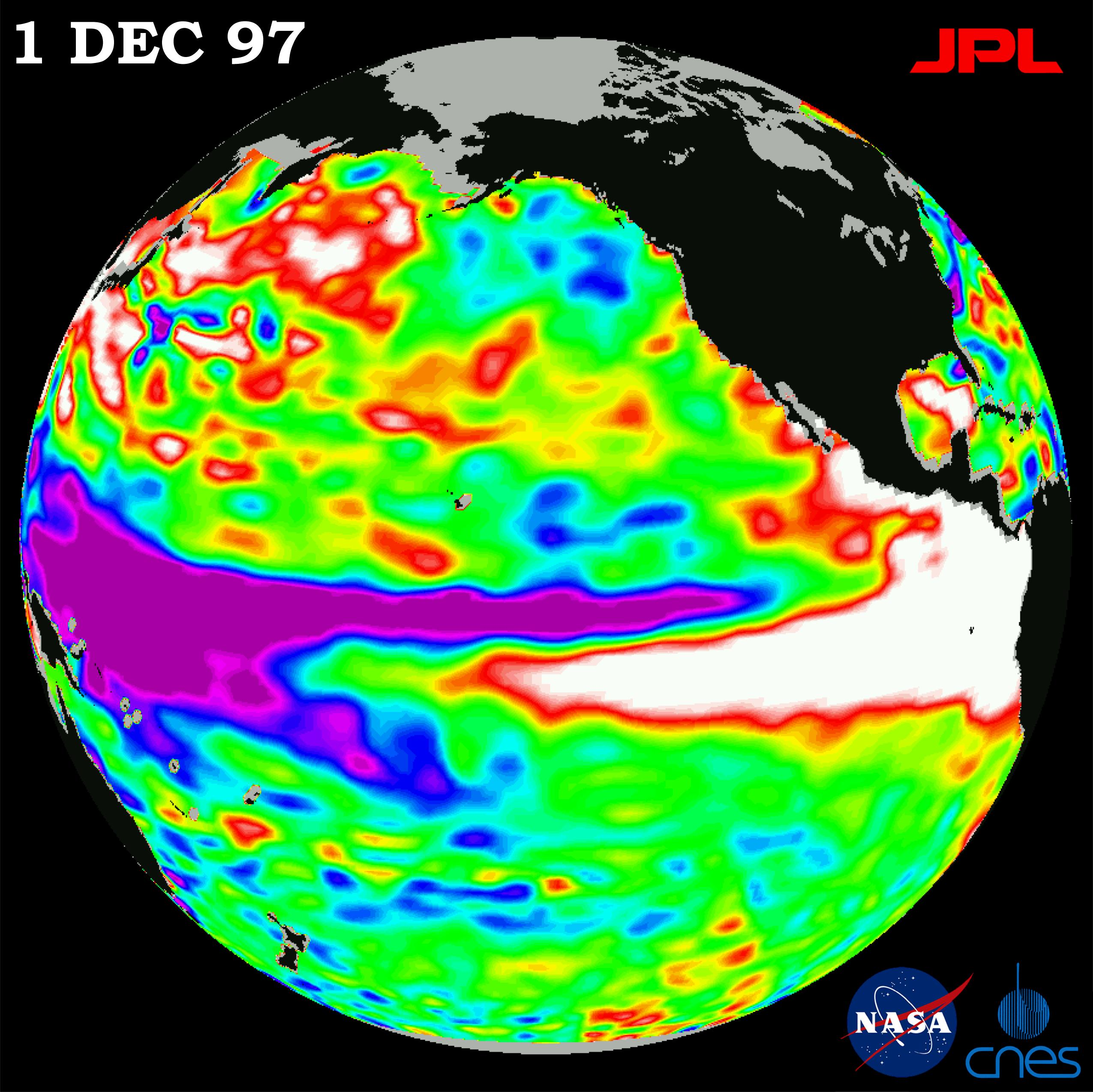
Ель-Ніньйо 1997 р. Дані TOPEX/Poseidon

Ель-Ніньйо (ісп. El Niño — дитя, хлопчик) та Ла-Нінья (ісп. La Niñа — дівча) — характерні для екваторіальної зони Тихого океану протилежні екстремальні значення температури води й атмосферного тиску, що тривають близько шести місяців. Феномен Ель-Ніньйо полягає в різкому підвищенні температури (на 5-9 °C) поверхневого шару води на сході Тихого океану (у тропічній і центральній частинах) на площі близько 10 мільйонів км². Ла-Нінья — протилежність Ель-Ніньйо, виявляється як зниження поверхневої температури води нижче кліматичної норми на сході тропічної зони Тихого океану. Разом вони утворюють так зване Південне коливання (англ. Southern Oscillation)
Ель-Ніньйо є явищем планетарного масштабу і прямо чи опосередковано впливає на погоду значної частини Землі. Вважається, що його вплив відчувається й в Україні.
Подібне явище, відкрите в 1999 році в Індійському океані, в засобах масової інформації іноді називається «Індокеанським ніньо».

## Походження назви
Спочатку так називали аномальне потепління поверхневих вод Тихого океану біля берегів Еквадору й Перу, що траплялося раз на кілька років. Ця ласкава назва відбиває лише той факт, що початок Ель-Ніньйо найчастіше припадав на різдвяні свята, і рибалки західного узбережжя Південної Америки пов'язували його з дитячим ім'ям Ісуса.

## Загальний опис явища
У звичайні роки, коли фаза Ель-Ніньйо ще не настала, уздовж усього тихоокеанського узбережжя Південної Америки через прибережний підйом холодних глибинних вод, зумовлений холодною поверхневою Перуанською течією, температура поверхні океану коливається у вузьких сезонних межах — від 15 °C до 19 °C. Поверхневі води океану переносяться східними вітрами — пасатами — від берегів Перу в західну зону тропічної частини Тихого океану, де формується так званий тропічний теплий басейн (ТТБ). Слід зазначити, що глибина цього теплого шару води досягає 100—200 метрів. Внаслідок нагону води, рівень океану біля берегів Індонезії на два фути вищий, ніж біля берегів Південної Америки. У той же час температура поверхні води на заході в тропічній зоні становить в середньому 29-30°, а на сході 22-24°. Невелике охолодження поверхні на сході, це результат апвелінгу — підйому глибинних холодних вод на поверхню океану при підсмоктуванні води пасатними вітрами. Таким чином формується великий тропічний теплий басейн (ТТБ), одночасно в атмосфері утворюється район рівноваги в системі океан-атмосфера (коли всі сили урівноважено й ТТБ нерухомий). Це ситуація нормального балансу. Нагріта вода інтенсивно випаровується і «накачує» атмосферу енергією. Над нагрітим океаном утворюються хмари. Пасатні вітри (у тропічній зоні постійно дмуть східні вітри) женуть шар цієї теплої води від Американського узбережжя в бік Азії. Поблизу Індонезії плин зупиняється, і над півднем Азії ідуть мусонні дощі.
У період Ель-Ніньйо температура поверхні океану в прибережній зоні підвищується на 6-10°С. Як засвідчили геологічні і палеокліматичні дослідження, такий феномен існує не менше 100 тисяч років. Коливання температури поверхневого шару океану від екстремально теплих до нейтральних або холодних відбуваються з періодами від 2 до 10 років. В наш час[коли?] термін Ель-Ніньйо використовують щодо ситуацій, коли аномально теплі поверхневі води охоплюють не лише прибережну ділянку біля Південної Америки, але й велику частину тропічної зони Тихого океану аж до 180 меридіану. Він являє собою витягнутий язик нагрітої води, за площею рівний території США. Під час Ель-Ніньйо в районі екватора цей плин прогрівається сильніше, ніж зазвичай, тому пасатні вітри слабшають або зовсім не дмуть. Нагріта вода розтікається, повертається до американського берега. Утворюється аномальна зона конвекції. На Центральну і Південну Америку звалюються дощі й урагани. Формування величезного резервуара тепла — головна й необхідна умова переходу до режиму феномену Ель-Ніньйо.
Хронологія періодів Ель-Ніньйо від 1900 до 2016 р.

Явище Ла-Нінья — протилежність Ель-Ніньйо, якому характерне періодичне охолодження температур морської поверхні нижче кліматичної норми в східно-центральній екваторіальній частині (на сході тропічної зони) Тихого океану. Такі цикли відзначалися в 1984-85, 1988-89 і 1995-96 роках. У такий час на сході Тихого океану встановлюється незвично холодна погода. Під час формування Ла-Нінья пасатні (східні) вітри з західного узбережжя обох Америк значно підсилюються. Вітри зрушують зону теплої води таі «язик» холодної води розтягується на 5000 км, саме там (Еквадор — острова Самоа), де при Ель-Ніньйо утворюється пояс теплих вод. У цей період в Індокитаї, Індії й Австралії спостерігаються потужні мусонні дощі. Країни Карибського басейну і США при цьому страждають від посух і смерчів. Ла-Нінья, як і Ель-Ніньйо, найчастіше виникає з грудня по березень. Різниця полягає в тому, що Ель-Ніньйо виникає в середньому один раз у три-чотири роки, а Ла-Нінья — раз у шість-сім років. Обидва явища несуть із собою підвищену кількість ураганів, але під час Ла-Нінья їх буває в три-чотири рази більше, ніж під час Ель-Ніньйо.

## Вплив Ель-Ніньйо
Дослідження останніх років дозволили з'ясувати, що Ель-Ніньйо означає щось більше, ніж просто погоджені коливання приземного тиску і температури води океану. Ель-Ніньйо і Ла-Нінья — найбільше яскраво виражені прояви міжрічної мінливості клімату в глобальному масштабі. Ці явища являють собою великомасштабні зміни океанських температур, опадів, атмосферної циркуляції, вертикальних рухів повітря над тропічною частиною Тихого океану.
У тропіках відбувається збільшення опадів над районами до сходу від центральної частини Тихого океану і зменшення від норми по півночі Австралії, в Індонезії й на Філіппінах. У грудні-лютому опади вище норми спостерігаються на узбережжі Еквадору, на північно-заході Перу, над південною Бразилією, центральною Аргентиною і над екваторіальною, східною частиною Африки, у плині червня-серпня на заході США і над центральною частиною Чилі. Явища Ель-Ніньйо також відповідальні за великомасштабні аномалії температури повітря в усьому світі. В ці роки бувають різкі підвищення температури. У грудні-лютому тепліші, ніж звичайно, умови були над південно-східною Азією, над Примор'ям, Японією, Японським морем, над південно-східною Африкою і Бразилією, південно-східної Австралії. Вищі, ніж звичайно, температури відзначаються в червні-серпні на західному узбережжі Південної Америки і над південно-східною Бразилією.
На території Європи в роки Ель-Ніньйо також виділяються ділянки значних аномалій температури повітря. Навесні поле температури характеризується негативними аномаліями, тобто весна в роки Ель-Ніньйо, здебільшого, прохолодна на більшій частині сходу Європи. Улітку зберігається вогнище негативних аномалій над Далеким Сходом і Східним Сибіром, а над Західним Сибіром і східною частиною Європи з'являються вогнища позитивних аномалій температури повітря. В осінні місяці значних аномалій температури повітря над цією територією не виділено. В роки Ель-Ніньйо здебільшого спостерігаються теплі зими. Вогнище негативних аномалій простежується лише над північним сходом Євразії.
Холодніші зими (грудень-лютий) бувають на південно-західному узбережжі США. Протягом періодів Ла-Нінья опади підсилюються над західною екваторіальною частиною Тихого океану, Індонезією і Філіппінами і майже цілком відсутні в східній частині. Більше опадів випадає в грудні-лютому по півночі Південної Америки і над Південною Африкою, і в червні-серпні над південно-східною Австралією. Сухіші за звичайні умови спостерігаються над узбережжям Еквадору, над північним заходом Перу й екваторіальною частиною східної Африки протягом грудня-лютого, і над південною Бразилією і центральною Аргентиною в червні-серпні. В усьому світі відзначаються великомасштабні відхилення від норми з найбільшою кількістю областей, що випробують аномально прохолодні умови. Холодні зими в Японії й у Примор'ї, над Південною Аляскою і західною, центральною Канадою. Прохолодні літні сезони над південно-східною Африкою, над Індією і південно-східною Азією. Тепліші зими над південно-заходом США.
Попри те, що головні події, пов'язані з Ель-Ніньйо, відбуваються в тропічній зоні, вони тісно зв'язані з процесами в інших регіонах земної кулі. Це простежується на далеких зв'язках по території і за часом — телеконекції. В роки Ель-Ніньйо збільшується перенесення енергії в тропосферу тропічних і помірних широт. Це виявляється в збільшенні температурних контрастів між тропічними і полярними широтами, активізацією циклонічної й антициклонічної діяльності в помірних широтах.
Для років Ель-Ніньйо характерні такі риси:
- ослаблення Гонолульського і Азійського антициклонів;
- заповнення літньої депресії над півднем Євразії, що є головною причиною ослаблення мусону над Індією;
- більше, ніж звичайно, розвинута літня депресія над басейном Амуру, а також зимова Алеутська й Ісландська депресії.

## Ознаки наближення
Поблизу екватору, у східній частині Тихого океану, утворюється пляма теплішої, ніж звичайно (Ель-Ніньйо), або холоднішої, ніж звичайно (Ла-Нінья), води.
Ознакою наближення Ель-Ніньйо є температурна аномалія морської поверхні — відхилення температури в деякій області Тихого океану від середньої. «Дитятка» характеризуються відхиленням температури більш ніж на 0,4 °C протягом принаймні п'яти місяців. Показник південних коливань — перепад атмосферного тиску між австралійським портом Дарвін і островом Таїті — також тісно зв'язаний з феноменами Ель-Ніньйо і Ла-Нінья. Під час Ель-Ніньйо тиск на Таїті буде високим, а в Дарвіні — низьким. Під час Ла-Нінья — навпаки.

## Прогнози щодо Ель-Ніньйо
Згідно повідомлення Колумбійського університету (The Columbia Climate School, Columbia University), умови Ла-Нінья в 2016 році були наявні та вони зберігалися з імовірністю 55 % протягом зими 2016—2017 років.
На початку березня 2023 року, згідно повідомлення офіційного представника ВМО ООН, існує 93 % ймовірність того, що хоча б один рік до 2026 року буде найтеплішим за всю історію спостережень. При цьому, кліматичне коливання Ла-Нінья, що триває з вересня 2020 року, охолоджує поверхневі шари води в Центральній і Східній екваторіальній частині Тихого океану та впливає на погоду в різних частинах світу. За даними ВМО, Ель-Ніньйо, відомий своїм зігріваючим ефектом, може з'явитися «в найближчі місяці після трьох років поспіль незвично стійкого і затяжного явища Ла-Нінья, яке вплинуло на температуру і характер опадів в різних частинах світу». Передбачається, що приходу Ель-Ніньйо передуватиме період «нейтральних умов протягом березня-травня з ймовірністю в 90 %». На квітень-червень 2023 року ймовірність оцінюється в 60 %. «Якщо ми зараз увійдемо в фазу Ель-Ніньйо, то це, ймовірно, викличе ще один сплеск глобальної температури», — повідомив генеральний секретар ВМО ООН Петтері Таалас. Поки температурний рекорд належить 2016 року, коли на ефект від Ель-Ніньйо наклалися наслідки змін клімату.
Експерти з клімату також повідомили, що подвійний удар природних кліматичних циклів та антропогенної зміни клімату, ймовірно, зробить наступний 2024 рік найтеплішим на Землі за всю історію спостережень. Помірний Ель-Ніньйо, кліматична картина, що характеризується вищою, ніж зазвичай, температурою поверхні моря, розвинеться цього літа, що призведе до радикальних змін у погодних умовах у всьому світі.
В 2024 році вчені виявили нове кліматичне явище в південно-західній частині Тихого океану, недалеко від Нової Зеландії та Австралії, яке дуже схоже на Ель-Ніньйо. Як повідомило видання Phys.org, у цьому невеликому районі Світового океану можуть відбуватися зміни температури, що впливають на всю Південну півкулю. На відміну від загальновідомого Ель-Ніньйо, що починається в тропіках, нова кліматична закономірність зароджується в середніх широтах і поширюється сильними західними вітрами.

### Ель-Ніньйо (2023)
На початку червня 2023 року, згідно повідомлення BBC, американські вчені з Національного управління океанічних та атмосферних досліджень (NOAA) підтвердили, що природне явище Ель-Ніньйо, про можливий початок якого поточного року фахівці говорили кілька місяців тому, вже почалося.
Офіційно про початок Ель-Ніньйо, Центр прогнозування клімату NOAA заявив 8 червня 2023 року.
Наприкінці вересня 2023 року, про настання Ель-Ніньйо також оголосила Австралія, оскільки на південному сході країни запанувала спека, яка підвищила ризики лісових пожеж.

## Прогнози щодо Ла-Нінья
Експерти з NOAA прогнозують, що восени 2024 з імовірністю 60 % може розвинутися явище Ла-Нінья, яке триватиме до березня 2025 року. Нещодавній потрійний цикл Ла-Нінья, який тривав з 2020 по 2023 рік, спричинив значні погодні зміни по всій планеті. Таким чином, Ла-Нінья, що наближається, може вплинути на зимові погодні умови в різних регіонах світу. Прогнози на підставі моделі IRI (Міжнародного дослідницького інституту) також вказують на очікуваний перехід до Ла-Нінья в Тихому океані — листопад-грудень 2024 року.